# 马宅镇
马宅镇，中国浙江省金华市东阳市下辖的一个镇。

## 辖区
该镇辖有：	马宅村、下陈村、和协村、张塘村、三和村、祥旺村、七秩塘村、杨岩村、王楼村、屠梁村、瑶昌桥村、白岩坞村、雅坑村、塘里村、徐宅村、岭山村、宅溪村、
千祥镇	隔塘村、民宅村、林甘村、千南村、千二村、千一村、后马村、上东陈村、下东陈村、金村、柽溪村、万祥村、东一村、云头村、甘棠村、秀溪村、升楼村、胡山村、九峰一村、新民村、九峰二村、三联村、后周村、三宝村、光周村、麻田村、大路村、前马村、岭脚村、高宅村、南王坑村、四友村、石门张宅村、